# Sepiolina petasus
Sepiolina petasus is een inktvissensoort uit de familie van de Sepiolidae. De wetenschappelijke naam van de soort is voor het eerst geldig gepubliceerd in 2011 door Kubodera & Okutani.